# Psittacobrosus bechsteini
Psittacobrosus bechsteini é um espécie extinta de piolho que foi descrita cientificamente em 2005, com base em um exemplar morto descoberto numa pele de arara-vermelha-de-cuba de um museu. Acredita-se ter sido um parasita exclusivo para esta ave, sendo portanto um exemplo de co-extinção.